# Матаруге (Пљевља)
Матаруге је насеље у општини Пљевља у Црној Гори. Према попису из 2003. било је 256 становника (према попису из 1991. било је 386 становника).

## Историја
На обали Ћехотине на јужном крају села, идентификоване су насеобине из млађег каменог доба, што свједочи о релативно раном насељавању овог простора од стране номадских племена. У својој књизи Из далеке прошлости Пљеваљског краја Ј. Кнежевић наводи постојање 9 тумула (гробних хумки) из илирског периода. Двије хумке он је лоцирао недалеко од садашње основне школе. Иначе се овај период историје најбоље може пратити археолошким прегледом терена. Осим тумула, уочавају се двије градине (утврђења), једна на источном ободу Матарушког поља, на истоименој главици, а друга много већа у атару села Вруља изнад корита ријеке Ћехотине на брду Катабум.
У римском периоду крај је служио за сточарство, тако да немамо пронађене значајније трагове романске културе на овом подручју. Тек у касноантичком периоду вјероватно под утицајем сталних демографских промјена у Источном римском царству и досељавањем Словена, крај добија на значају. У 5. вијеку овај али и много шири простор насељава келтско племе Матарузи (Кричи, и др.) по којима је читав крај добио име. Матарузи су насељени на ширем подручју, од данашњег Дробњака и Бањана, на југу, до Кремне на сјеверу и Лимске долине на истоку. Осим сточарења, као примарног занимања, служили су као војници под византијским (ромејским) царевима. Из овог времена могу се идентификовати двије црквине, са карактером фортификације. Једна на источној страни матарушког поља код локалитета „Лизина вода“ а друга на сјевероисточном дјелу поља на локалитету „Крст“. Поред ранохришћанске цркве на локалитету „Лизина вода“ може се лако идентификовати праисторијски тумул, основе око 25 метара. Ранохришћанска црквина има квадратну основу 40ẋ40 метара са карактером фортификације. Ово наводи на закључак да је црква у раном средњем веку постављена на темељима старијег светилишта а данас се назива „грчко гробље“.
Матаруге су у средњем веку биле густо насељене, о чему сведоче гомиле камена по ливадама и пашњацима, а указију на недостатак обрадивог земљишта. На келтски (евентуално готски) карактер становништва говоре специфични дрвени крстови по гробљима. Ови крстови су израђени од боровог дрвета висине 2-3 метра а на врху се налази мали крст уписан у кружници (слично крстовима у Ирској или Нормандији), таква два дрвена артефакта још се могу видјети на сјеверном ободу матарушког поља у гробљу које користи породица Шљукић. Почетком 80-их 20-ог века ових дрвених крстова било је у гробљима преко 20 међутим рестаурацијом гробаља већина ових споменика су уништени. Процењена старост дрвених крстова била је преко 500 година.
Из историјских извора, знамо да је овај крај остао пуст послије велике сеобе Срба под Арсенијем Чарнојевићем 1690. године, скоро све становништво је одступило у страху од турске одмазде, у тадашњу Аустроугарску. Крај се постепено насељава послије 1740. становништвом из Црне Горе и Херцеговине, на иницијативу пљеваљског Паше, како би се обезбедила радна снага за кулук. Од потомака старих Матаруга остала су презимена: Гачевић, Шарац, Коћало, Картал и др. Доселили су: Кнежевићи, Шљукићи, Вујковићи, Јањушевићи и др.
Средином 19. вијека долази до првих организованих отпора Османском царству, у виду четовања, и појавом хајдука. Истакнути четовође из матарушког краја били су Ристан Шарац и Мићо Глушчевић, који су организовали и отпор а учесници су битке на Шаранцима. Крај је ослобођен од Турака и присаједињен Црној Гори крајем октобра 1912. године.
У Првом светском рату у Матаругама је формиран Каменогорски батаљон црногорске народне војске. Командир батаљона је био Митар Јауковић, а командир матарушке чете и помоћник команданта био је каснији капетан и носилац Обилића Медаље Митар Јањушевић.
У Другом светском рату, Матаруге су дале значајан допринос борби против окупатора. Нажалост оба антифашистичка покрета сукобљавала су се међусобно што је имало за последицу доста жртава. Значајнији представници антифашистичке борбе овога краја били су: Јоко Кнежевић, Војин Гајевић, Чедо Јањушевић, Милун Сокић, Миле Вукашиновић и Милан Гајевић. Крај је дао преко 60 жртава у антифашистичкој борби.
Након Другог светског рата, село се модернизује. Кроз село пролази модеран пут, ради се електроенергетска мрежа (1963), продавница, осмогодишња школа (1955), пут према Козици (1973). У овом периоду истакнути представници села били су: Чедо Гајевић, Чедо Јањушевић, Гајевић Милорад, Сокић Радоје, Гачевић Мирко (Лиле) и др.

## Просветитељство и образовање
Нажалост, због дугогодишње Отоманске окупације, крај је био релативно дуго запостављен по питању отварања школа и просветитељског рада. Цркве и манастири су биле „оазе“ писмености, али и то такорећи занемаривано, честим паљењем и одвођењем свештенства у ропство. Манастир Дубочица који се тада налазио на обали Ћехотине, такорећи на западном ободу села није имао школу. Виђенији домаћини су крајем XIX века своју дјецу слали у Манастир Милешева, како би се описменила и евентуално постала свештеници.
Тако у Манастиру Милешева а касније у манастиру Страњани, крајем XIX века свештеничку школу први похађао Стеван Гајевић (потомак старе средњовековне породице Бујака). У Козицу је донио прве свештеничке књиге, али и Пелагићев народни учитељ и зубарска клијешта, што је условило да се осим просветитељства бави и лијечењем. Због честих буна и устанака у матарушком крају почетком XX века, Стеван, никада није постао свештеник, већ се окренуо борби за ослобођење, и прикључио се организацији "Уједињење или Смрт". Као истакнути родољуб и народни првак учествовао је у Раоничкој Буни (1906) и првом Балканском рату, за шта је одликован Споменицом 1912-13. „Освећено Косово“.
Године 1920 оснива се прва основна школа у Матаругама, а 1937 у Козици. У пријератном периоду у школи службује више учитеља, али по годину највише двије дана, јер су школске власти због нестабилне политичке ситуације релативно често мијењале учитеље. У Другом светском рату школа није радила. Истакнути ђак, а касније народни првак и нолилац партизанске споменице, у овом периоду био је Јоко Кнежевић (завршио Гимназију у Пљевљима и запошчео студирање у Београду).
Након Другог ветског рата, 1955. године гради се садашња школска зграда кроз коју је прошло преко 1500 ђака. Факултете је завршило око 250 ученика ове школе. И поред тешке материјалне ситуације, садашње особље школе труди се да очува завидни књижни фонд школске библиотеке (око 4000 наслова) и да се да колико-толико допринос развоју културе и образовања у овом крају.
Од 1990. године у Матаругама ради и сликарска колонија, захваљујући Љубомиру Гачевићу. Колонију је лично отворио и допринио њеном промовисању познати српски сликар Милић од Мачве.

## Демографија
У насељу Матаруге је према посљедњем попису становништва живјело 233 пунољетна становника, а просјечна старост становништва је износила 53,6 година (51,4 код мушкараца и 55,8 код жена). У насељу је било 104 домаћинства, а пројсечан број чланова по домаћинству је био 2,46.
Ово насеље је углавном насељено Србима (према попису из 2003. године), а у последња три пописа, примећен је пад у броју становника.
|  |

| Демографија | Демографија | Демографија |
| Година      | Становника  | Становника  |
| ----------- | ----------- | ----------- |
|             |             |             |
|             |             |             |
|             |             |             |
|             |             |             |
| 1948.       | 665         |             |
| 1953.       | 775         |             |
| 1961.       | 878         |             |
| 1971.       | 818         |             |
| 1981.       | 548         |             |
| 1991.       | 386         | 386         |
| 2003.       | 260         | 256         |
|             |             |             |

| Етнички састав према попису из 2003.‍ | Етнички састав према попису из 2003.‍ | Етнички састав према попису из 2003.‍ | Етнички састав према попису из 2003.‍ | Етнички састав према попису из 2003.‍ |
| ------------------------------------ | ------------------------------------ | ------------------------------------ | ------------------------------------ | ------------------------------------ |
|                                      |                                      |                                      |                                      |                                      |
| Срби                                 | Срби                                 |                                      | 176                                  | 68,75%                               |
| Црногорци                            | Црногорци                            |                                      | 72                                   | 28,12%                               |
| непознато                            | непознато                            |                                      | 0                                    | 0,0%                                 |

| Година пописа     | 1948. | 1953. | 1961. | 1971. | 1981. | 1991. | 2003. |
| ----------------- | ----- | ----- | ----- | ----- | ----- | ----- | ----- |
| Број домаћинстава | 101   | 111   | 128   | 126   | 131   | 132   | 104   |

| Број чланова      | 1   | 2  | 3  | 4  | 5  | 6 | 7 | 8 | 9 | 10 и више | Просек |
| ----------------- | --- | -- | -- | -- | -- | - | - | - | - | --------- | ------ |
| Број домаћинстава | 104 | 29 | 33 | 16 | 18 | 7 | 1 | 0 | 0 | 0         | 0      |

| Пол    | Укупно | Неожењен/Неудата | Ожењен/Удата | Удовац/Удовица | Разведен/Разведена | Непознато |
| ------ | ------ | ---------------- | ------------ | -------------- | ------------------ | --------- |
| Мушки  | 123    | 41               | 71           | 9              | 2                  | 0         |
| Женски | 117    | 14               | 71           | 32             | 0                  | 0         |
| УКУПНО | 240    | 55               | 142          | 41             | 2                  | 0         |

| Пол    | Укупно                    | Пољопривреда, лов и шумарство | Рибарство                            | Вађење руде и камена | Прерађивачка индустрија       |
| ------ | ------------------------- | ----------------------------- | ------------------------------------ | -------------------- | ----------------------------- |
| Мушки  | 75                        | 53                            | 0                                    | 3                    | 3                             |
| Женски | 73                        | 66                            | 0                                    | 0                    | 1                             |
| УКУПНО | 148                       | 119                           | 0                                    | 3                    | 4                             |
| Пол    | Производња и снабдевање   | Грађевинарство                | Трговина                             | Хотели и ресторани   | Саобраћај, складиштење и везе |
| Мушки  | 2                         | 1                             | 1                                    | 0                    | 1                             |
| Женски | 0                         | 0                             | 1                                    | 0                    | 0                             |
| УКУПНО | 2                         | 1                             | 2                                    | 0                    | 1                             |
| Пол    | Финансијско посредовање   | Некретнине                    | Државна управа и одбрана             | Образовање           | Здравствени и социјални рад   |
| Мушки  | 0                         | 0                             | 3                                    | 5                    | 2                             |
| Женски | 0                         | 0                             | 0                                    | 4                    | 0                             |
| УКУПНО | 0                         | 0                             | 3                                    | 9                    | 2                             |
| Пол    | Остале услужне активности | Приватна домаћинства          | Екстериторијалне организације и тела | Непознато            | Непознато                     |
| Мушки  | 1                         | 0                             | 0                                    | 0                    | 0                             |
| Женски | 1                         | 0                             | 0                                    | 0                    | 0                             |
| УКУПНО | 2                         | 0                             | 0                                    | 0                    | 0                             |